# Трун (село)
Трун — село в Чернушинском районе Пермского края. Административный центр Труновского сельского поселения.
Находится примерно в 16 км к востоку от центра города Чернушки.

## Население
В 2005 году численность населения составляла 747 человек.
По результатам переписи 2010 года численность населения составила 629 человек, в том числе 302 мужчины и 327 женщин.

## История
Село Трун образовалось 8 июля 1976 года в результате слияния деревни Старый Трун с селом Новый Трун.